# 田村隆顕
田村 隆顕（たむら たかあき）は、戦国時代から安土桃山時代にかけての武将。陸奥国の戦国大名。田村氏24代当主。

## 略歴
田村義顕の嫡男として誕生。
当時の田村氏は相馬氏、岩城氏、佐竹氏、蘆名氏などの諸大名に囲まれて苦しい立場にあったが、天文10年（1541年）に隆顕が安積郡の伊東氏を攻めると、伊東氏を援けて伊達氏まで侵攻してきた。隆顕は伊達稙宗の娘を室として迎えていたことから、同じ娘婿である相馬顕胤が仲介に入る形で伊達氏と和睦し、領地の一部を献上する代わりに伊達氏の従属下に入り、伊達氏もまた田村氏のために軍事的支援を惜しまないことを約束した。
天文の乱においては稙宗派に属す。天文16年（1547年）、晴宗派の工作によって家中で反乱が起こり、また隆顕が稙宗と晴宗の和睦を図っているが失敗に終わっている。
同年、同じ稙宗派・会津の蘆名盛氏と不和を生じ、盛氏が晴宗派に転じると、乱終結後の天文18年（1549年）には稙宗派であった相馬顕胤の娘を自身の嫡男・清顕の正室として迎え、相馬と和平を結んで後顧の憂いを断った。また、天文の乱の結果、伊達氏が一時的に衰退すると、伊達氏への従属関係は事実上白紙化されて、一応の独立は回復する形となった。
隆顕は外交戦略に優れた人物であり、伊達氏だけではなく、永禄3年（1560年）には佐竹氏と手を結んで蘆名氏を攻めたかと思えば、元亀3年（1572年）に佐竹氏が攻めて来ると蘆名氏と手を結んで撃退するなどしている。まさに小領主ながら優れた武将だった。